# Karol III Prostak
Karol III Prostak (Prosty) franc. Charles III le Simple (ur. 17 września 879, zm. 7 października 929) – król zachodniofrankijski w latach 898–922, syn Ludwika II Jąkały z dynastii Karolingów francuskich.

## Życiorys
W 888 możnowładcy zachodniofrankijscy obrali na króla hrabiego Odona z rodu Robertynów, za jego zasługi w walkach z wikingami. Nie zgadzali się z tym zwolennicy Karolingów francuskich i w 892 drugim królem został Karol III Prosty, syn Ludwika II Jąkały. Przez 6 lat królestwem rządziło więc dwóch królów, potem, mniej więcej na zmianę, ich potomkowie. Rywalizacja obu rodów – Karolingów i Robertynów – trwała przez całe sto lat, przybierając okresowo charakter wojny domowej.
W roku 922 wybuchł bunt możnowładców, w wyniku czego Karol III Prosty zmuszony został do ucieczki do swojego królestwa Lotaryngii. Nowym królem wybrano Roberta, syna Roberta Mocnego. 15 czerwca 923 pod Soissons wojska Karola pokonały siły Roberta, który poniósł śmierć w bitwie. Karol nie odzyskał jednak korony, a w wyniku zdrady swojego kuzyna Herberta II de Vermandois trafił do więzienia w twierdzy Saint-Quentin. W niewoli Karol spędził 4 lata, do 927 r. Dwa lata później były król karoliński umarł na zamku w Péronne.
Za panowania Karola III ustały uciążliwe najazdy wikingów. Po zwycięskiej bitwie pod Auxerre (910) król zawarł w roku 911 pokój w Saint-Clair-sur-Epte z władcą Normanów Haraldem Rollonem. Normanowie osiedlili się na półwyspie Contentin nad kanałem La Manche, tam utworzyli Księstwo Normandzkie, przejęli język i kulturę romańską oraz wiarę chrześcijańską w obrządku rzymskim.